# Amblyomma boulengeri
Amblyomma boulengeri (лат.) — вид клещей рода Amblyomma из семейства Ixodidae. Неотропика: остров Эспаньола (Галапагосские острова). Паразитируют на пресмыкающихся, главным образом, на ящерицах игуанах Tropidurus delanonis. Две сходные самки клещей были собраны на игуанах Tropidurus barringtonensis и Conolophus subcristatus на острове Санта-Фе.